# Rossers zakspin
De Rossers Zakspin (Clubiona rosserae) is een spinnensoort in de taxonomische indeling van de struikzakspinnen (Clubionidae).
Het dier behoort tot het geslacht Clubiona. De wetenschappelijke naam van de soort werd voor het eerst geldig gepubliceerd in 1953 door George Hazelwood Locket.